# 547
Évszázadok: 5. század – 6. század – 7. század
Évtizedek: 490-es évek – 500-as évek – 510-es évek – 520-as évek – 530-as évek – 540-es évek – 550-es évek – 560-as évek – 570-es évek – 580-as évek – 590-es évek
Évek: 542 – 543 – 544 – 545 –  546 – 547 – 548 – 549 – 550 – 551 – 552

## Események

### Bizánci Birodalom
- A bizánci-gót háborúban tavasszal Belisarius visszafoglalja Rómát és amennyire lehet, helyreállítja a falait. Totila osztrogót király Rómához vonul, de támadását visszaverik. Az utánpótlás hiánya miatt Belisarius inaktív marad. A gótok ostrom alá veszik Perugiát.
- Elkészül Ravennában a San Vitale-bazilika.
- Artabanész észak-afrikai kormányzó jegyesével, Praiektával (Iusztinianosz császár unokahúgával) visszatér Konstantinápolyba, hogy összeházasodjanak. Kiderül, hogy Artabanész már házas és felesége felutazik a fővárosba, hogy Theodóra császárné segítségét kérje. Theodóra megtiltja Artabanésznak hogy elváljon első feleségétől.
- Artabanész helyét Karthágóban a tapasztalt hadvezér, Ióannész Tróglitész veszi át, aki előbb Sufetulánál nagy győzelmet arat a berber lázadók felett, de röviddel később a sivatagig űzve a felkelőket Martánál katasztrofális vereséget szenved és serege szétszóródik.

### Európa
- A longobárdok Audoin király vezetésével bevonulnak Pannóniába, ahol konfliktusba kerülnek a gepidákkal. Audoin szövetséget köt Iusztinianosz bizánci császárral.
- Az év végén (vagy a következő év elején) I. Theudebert austrasiai királyt egy bölény vadászat közben megöli. Utóda 13 éves fia, Theudebald.
- Az angolszászok megszállják a briton Bernicia királyságát, amelynek trónját vezérük, Ida foglalja el.

### Kína
- Meghal Kao Huan, a Keleti Vej-dinasztia tényleges kormányzója. Helyét fia, Kao Cseng veszi át. Hou Csing hadvezér fellázad és a rábízott 13 tartományt előbb a Nyugati Vejnek, majd a Liang-dinasztiának ajánlja fel. Kao Cseng tiszteletlenül viselkedik a Keleti Vej formális uralkodójával, Hsziaocsing császárral és amikor az egy lakoma során ezen felháborodik, utasít egy szolgát hogy háromszor üsse meg a császárt. Hsziaocsing ezután összeesküvést szervez Kao Cseng ellen, de tervére fény derül és magát házi őrizetbe helyezik, társait pedig kivégzik.

## Születések
- Phókasz, bizánci császár

## Halálozások
- február 10. – Szent Skolasztika, Szent Benedek ikertestvére
- március 21. – Nursiai Szent Benedek, a bencés rend alapítója
- I. Theudebert, frank király
- Kao Huan, kínai hadvezér és politikus
- Maelgwn Gwynedd, Gwynedd királya

## Fordítás
- Ez a szócikk részben vagy egészben  a(z)   547 című angol Wikipédia-szócikk ezen változatának fordításán alapul.  Az eredeti cikk szerkesztőit annak laptörténete sorolja fel. Ez a jelzés csupán a megfogalmazás eredetét és a szerzői jogokat jelzi, nem szolgál a cikkben szereplő információk forrásmegjelöléseként.